# Matthew Mendy
Matthew Mendy (Serekunda, 13 giugno 1983) è un ex calciatore gambiano, di ruolo centrocampista.

## Carriera

### Club
Ha giocato nel campionato tedesco, in quello austriaco, in quello cinese, in quello svedese, in quello maltese ed in quella finlandese.

### Nazionale
Tra il 2006 e il 2008 ha giocato 13 partite con la nazionale gambiana, realizzandovi anche una rete.

## Statistiche

### Cronologia presenze e reti in nazionale
| Cronologia completa delle presenze e delle reti in nazionale ― Gambia | Cronologia completa delle presenze e delle reti in nazionale ― Gambia | Cronologia completa delle presenze e delle reti in nazionale ― Gambia | Cronologia completa delle presenze e delle reti in nazionale ― Gambia | Cronologia completa delle presenze e delle reti in nazionale ― Gambia | Cronologia completa delle presenze e delle reti in nazionale ― Gambia | Cronologia completa delle presenze e delle reti in nazionale ― Gambia | Cronologia completa delle presenze e delle reti in nazionale ― Gambia |
| Data                                                                  | Città                                                                 | In casa                                                               | Risultato                                                             | Ospiti                                                                | Competizione                                                          | Reti                                                                  | Note                                                                  |
| --------------------------------------------------------------------- | --------------------------------------------------------------------- | --------------------------------------------------------------------- | --------------------------------------------------------------------- | --------------------------------------------------------------------- | --------------------------------------------------------------------- | --------------------------------------------------------------------- | --------------------------------------------------------------------- |
| 1-6-2008                                                              | Monrovia                                                              | Liberia                                                               | 1 – 1                                                                 | Gambia                                                                | Qual. Mondiali 2010                                                   | -                                                                     |                                                                       |
| 8-6-2008                                                              | Bakau                                                                 | Gambia                                                                | 0 – 0                                                                 | Senegal                                                               | Qual. Mondiali 2010                                                   | -                                                                     |                                                                       |
| 14-6-2008                                                             | Bakau                                                                 | Gambia                                                                | 1 – 0                                                                 | Algeria                                                               | Qual. Mondiali 2010                                                   | -                                                                     |                                                                       |
| 20-6-2008                                                             | Blida                                                                 | Algeria                                                               | 1 – 0                                                                 | Gambia                                                                | Qual. Mondiali 2010                                                   | -                                                                     |                                                                       |
| 6-9-2008                                                              | Bakau                                                                 | Gambia                                                                | 3 – 0                                                                 | Liberia                                                               | Qual. Mondiali 2010                                                   | -                                                                     | 12’                                                                   |
| 11-10-2008                                                            | Dakar                                                                 | Senegal                                                               | 1 – 1                                                                 | Gambia                                                                | Qual. Mondiali 2010                                                   | -                                                                     | 11’                                                                   |
| Totale                                                                |                                                                       | Presenze                                                              | 13                                                                    |                                                                       | Reti                                                                  | 1                                                                     |                                                                       |